# Lai Pei Jing
Lai Pei Jing (* 8. August 1992) ist eine malaysische Badmintonspielerin. 

## Karriere
Lai Pei Jing gewann bei der Badminton-Juniorenweltmeisterschaft 2009 Silber mit dem malaysischen Team, 2010 Bronze. 2010 erkämpfte sie sich zusätzlich auch Bronze im Mixed. Bei der Junioren-Badmintonasienmeisterschaft 2010 wurde sie Zweite. 2010 siegte sie auch erstmals bei den Erwachsenen, als sie die Malaysia International gewinnen konnte. 2011 wurde sie Erste im Mixed zusammen mit Tan Aik Quan beim Smiling Fish.